# Maria Serebrjakova
Maria Serebriakova (Moskou, 1965) is een Russische kunstenares. Ze  woont en werkt in Berlijn.
Serebriakova's oeuvre bestaat voornamelijk uit installaties, grafiek, objecten en foto's. Ieder werk straalt een gevoel van vereenzaming en wanhoop uit. Ze benadert de condition humaine op een zeer filosofische en universele manier. Haar kunst kan gezien worden als een zoektocht naar zichzelf en naar de verloren identiteit van de mensheid. Op een meer ontologisch niveau ziet Serebriakova kunst als een communicatiemiddel dat de taal overtreft. Als een echt Wittgenstein-aanhanger is ze van mening dat kunst kan uitdrukken wat niet met woorden kan worden gezegd.
Serebriakova's werk was te zien in verscheidene internationale exposities, zoals documenta IX in Kassel in 1992. In 2007 neemt ze deel aan de tweede Moscow Biennale in Moskou.